# 酒井里美
酒井 里美（さかい さとみ、1982年4月2日 - ）は、日本の元AV女優。
1982年12月22日生まれ、宮城県出身、血液型：A型とするプロフィールもある。

## 略歴・人物
2001年頃にAVデビュー。あどけない顔立ちと華奢な体型から、主にロリータや女子校生ものの作品に多く出演。
野外露出・放尿・緊縛などハードなプレイもこなした。
2003年頃に引退。

## 作品

### アダルトビデオ（撮りおろし作品）
2001年
- スーパーGスポット SP VOL.10 （1月31日、クリスタル映像）…オムニバス作品
- 幼淫悪戯 （9月7日、グローリークエスト）
- ザ・カメラテスト これ以上のテストはムリッしたくなっちゃうでしょ～! （9月21日、アテナ映像）…オムニバス作品
- 放課後美少女Ｈ 美里18才Part.1(10月1日、オーロラプロジェクト、DVAP-017)
- 放課後美少女Ｈ 美里18才Part.2(10月1日、オーロラプロジェクト、DVAP-018)
- ロリロリフェイスCLUB.10 さとみちゃん （10月15日、リアルゾーン、DVD:RFD-010,90min）
- ペニ娘。 （10月20日、ディープス）
- いたずらな妹.3 （10月26日、アッシュ、DVD:ASH-018,120min）
- 私立美少女学園 VOL.20 （11月1日、アイデアポケット）
- ザ・ゲリラ （12月11日、オブテイン・フューチャー）

2002年
- 放課後美少女Ｈ 絶叫天使 美里2 (1月1日、オーロラプロジェクト、DVAP-024)
- Sisters （1月30日、メディアステーション）…オムニバス作品
- 妹のくちびる こんなに濡らして…ごめんね、おにいちゃん （1月31日、アテナ映像）…オムニバス作品
- ロリ女優 （2月1日、ワンズファクトリー）
- みるスポ! （2月8日、みるきぃぷりん♪）
- 放課後の女子校生 Vol.9 （2月14日、クリスタル映像）…オムニバス作品
- 月刊 酒井里美 （2月15日、VIP）
- 裏・酒井里美 （2月22日、ミリオン）
- 無邪気なとなりの妹 （2月28日、TOKYOパリスVIDEO）
- 恥じめてのおつかい （3月7日、クリスタル映像）
- 幼妹慰情 2 ～ろりいた～ （3月8日、GLAY'z、DVD:GLD-052,120分）
- スクール水着ハメ撮り deep 3 （3月13日、オブテイン・フューチャー）
- 女子校生 つら汚し　（3月19日、クリスタル映像）…オムニバス作品
- ロリっ娘幼恥夢妄想 ～躰に残る暖かい少女の温もり～ （3月20日、タカラ映像、DVD:DPET-014,200min）
- girl friends ピュア系女の子ドキュメント 19 （3月27日、銀河映像）…オムニバス作品
- LIVE-FIVE [SWEET] （4月13日、HRC）…オムニバス作品
- ちびっ娘 （4月14日、ビッグモーカル）
- ミルク飲み人形 （4月18日、笠倉出版社）
- ウヴマニア Vol.6 （4月19日、冒険ゴリラ）
- 酒井里美がイク!! 限界FUCKトライアスロンに挑戦（4月23日、ザウルス）
- バーチャル監禁 酒井里美ちゃん （4月24日、ホットエンターテイメント）
- プチモミ （4月26日、笠倉出版社）
- AVあいどるSPECIAL 2 （5月24日、メディアアーツ）…オムニバス作品
- 幼恥里美 （6月7日、ナチュラルハイ）
- ロリータザーメン （6月21日、SODクリエイト）
- fairy time （6月26日、ビッグモーカル）…オムニバス作品
- メッタクソに○○たおしちゃるガキども 8 （7月9日、クリスタル映像）…オムニバス作品
- 女子校生強制わいせつ 28 （7月16日、クリスタル映像）…オムニバス作品
- 笠木忍・酒井里美 人気AV女優の私生活に迫る。 （7月19日、ホットエンターテイメント）…オムニバス作品
- Little Garden 5 （7月23日、プレステージ）
- [酒井里美]のロリ痴女 （8月1日、みるきぃぷりん♪）
- A級カリスマ倶楽部 （8月19日、ザウルス）…オムニバス作品
- つぼみ3 （9月19日、ビッグモーカル）…オムニバス作品
- 女子校生性癖 （9月20日、未来・フューチャー）
- プチプリン 里美と向日葵 （11月1日、TMA）
- セーラー服美少女と野獣 （11月4日、ディープス）
- みるきぃガ～ルズ! （11月6日、みるきぃぷりん♪）
- VIOLENCE （11月8日、ジャネス）
- ブルマー （11月20日、ジャネス）
- ラヴリー女子校生 2 （11月21日、アリーナ）
- キュートな君を襲いたい （12月10日、ホットエンターテイメント）…オムニバス作品
- THE アイドルオナニー∞ 自画撮りバージョン （12月13日、ロイヤルアート）…オムニバス作品
- サーモグラフィSEX （12月20日、ダッシュ）

2003年
- ガールズ メモリーズ （1月10日、ビデオバンク）…オムニバス作品
- 少女淫交白書 H5 無垢な少女を汚す興奮 chapter2 （4月4日、タカラ映像）…オムニバス作品
- みるきぃHiスクール。 #105　（4月5日、みるきぃぷりん♪、DVD:MFD-105,95min）
- 女王様 girls （4月30日、KUKI）…オムニバス作品
- オナニー中毒少女 （5月9日、ドグマ）
- メヴィウス OVER 3 前編 （5月14日、オーロラプロジェクト）…共演:笠木忍
- メヴィウス OVER 3 後編 （5月14日、オーロラプロジェクト、DVD:DVMO-007,91min）

### アダルトビデオ（単体総集編・再発・その他不明作品）
- おねだりエッチ (2001/12/14、スターリング、DVD:STR-005,120min)
- スゥィート トライアングル Sweet Triangle (2002/05/24、ドリームクリエイト、DVD:DFal-05,120min)
- まるかじり.2 (2002/5/31、ドラゴンフェイス、DVD:DFMD-002,240min)
- 真髄! 酒井里美 (2002/5/31、麒麟堂、DVD:DSZ-008,120min)
- 完全 酒井里美 スーパープレミアムBEST （2002年8月9日、デジタルドリーム）
- もっこりランド (パラゴン、DVD:MK-02,90min)
- チョキ2 おまんこ倶楽部3 さとみちゃん (DVD:DCOC-006,60min)
- ファン Fan (アイルビークリエイト、DVD:IWBV-067,120min)

### アダルトビデオ（再編集作品）
2002年
- GIRLS GO AHEAD! 君が一番いとおしいんだ （2月18日、HRC）
- 24人のカリスマアイドル （5月17日ミリオン）
- ROLLY POP （5月31日、宇宙企画）
- ANGEL FILE 12 次世代を担う注目のカリスマアイドル編 （6月28日、ミリオン）
- Lovely punch! （7月12日、HRC）
- ギャルズ◆パラダイス （7月19日、メディアステーション）
- カリスマ女優 THE BEST PREMIUM COLLECTION 2 （7月19日、メディアバンク）
- カリスマガールズ （7月25日、TOKYOパリスVIDEO）
- 幼淫悪戯 総集編 PART1 （8月2日、グローリークエスト）
- 女子校生あいどる総出演!! （8月15日、APA）
- ACT-Less DX （9月1日、ワンズファクトリー）
- コスプレ THE BEST （11月22日、笠倉出版社）
- 手コキ天国へようこそ 2 （12月21日、ホットエンターテイメント）…

2003年
- ロリータベストセレクション VOL.1 （2月20日、SODクリエイト）
- ペニバン女優作品集 豪華14人が責める! （3月20日、ディープス）
- カリスマ裏アイドル BEST20 （4月16日、ビッグモーカル）
- ときめきロリータ ～禁断の果実～ （4月25日、ワンズファクトリー）
- 騎乗位ベストセレクション Vol.2 （5月3日、SODクリエイト）
- 裏幼恥 （7月5日、ドグマ）…
- 特選ファック ～女優19名ツメ折り編集保存版～ （6月5日、ナチュラルハイ）
- ブルマニアDX ロリッ娘24人4時間（12月20日、ディープス）
- つぼみスペシャル 純潔の娘たち12人 （12月24日、ビッグモーカル）

2004年
- キャピキャピSchool HHH トリプルエッチ （5月31日、アリーナ）
- 微乳フェチ A CUP・B CUP限定!! 小さなおっぱい作品集 （6月17日、SODクリエイト）

2005年
- 有名企画単体女優コラボ TOP・RUNNER 厳選 ReMIX 4時間 （5月6日、HRC）
- 白い少女達 （10月7日、オーエス、DVD:OSD-039,90min）
- 幼なすぎる妻 ～桃色グラフィティー～ （11月1日、ワンズファクトリー）

2006年
- 坂井里美と樹若菜 3時間最強版 （3月25日、サイド・ビー制作室）
- ミニミニガールズ コスプレでエッチしよ～! （4月17日、ファーストビジョン）

## 書籍

### 写真集
- 坂井里美の制服パラダイス　（2002年4月、マイウェイ出版）
- ストロベリー日記　（2002年6月25日、双葉社、撮影：斉木弘吉）